# Стронсейский монстр

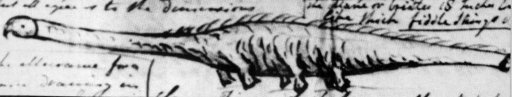
Рисунок тела Стронсейского монстра, выполненный сэром Александром Гибсоном в 1808 году

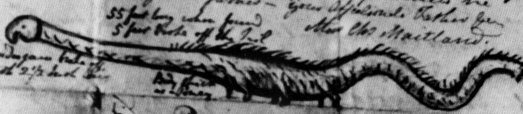
Ещё один рисунок монстра

Стронсейский монстр (англ. Stronsay Beast) — большая мёртвая туша или глобстер, выброшенная на берег на острове Стронсей, Оркнейские острова, после шторма 25 сентября 1808 года. Измеренная длина туши составляла 55 футов (17 м), а так как часть хвоста отсутствовала, то само животное, вероятно, было ещё больше. Вернерианское общество естественной истории в Эдинбурге не смогло опознать труп и предположило, что это разновидность морского змея. Позже учёный-анатом Эверард Хом подверг измерения сомнению и заявил, что длина туши составляла около 36 футов (11 м), предположив, что это были разложившиеся останки гигантской акулы. В 1849 году шотландский профессор Джон Гудсир в Эдинбурге пришёл к тому же выводу. Тем не менее, крупнейший задокументированный экземпляр гигантской акулы имеет 40 футов (12 м) в длину, и если существо из Стронсея действительно было больше 55 футов, то его природа остаётся загадкой.
Длина в 55 футов (17 м) была подтверждена только тремя свидетелями, двое из которых были местными фермерами, а третий — плотником. По их словам, существо имело 4 фута (1,2 м) в ширину и окружность около 10 футов (3,0 м), у него было три пары лап, похожих на крылья, его кожа была гладкой на ощупь при проведении от головы до хвоста и грубой — при проведении от хвоста до головы, рёбра были окаймлены щетиной, «грива» из щетинок имелась вдоль всей спины; щетина светилась в темноте, если была мокрой, содержимое желудка было красного цвета.
Ивонн Симпсон, генетик с Оркнейских островов, предполагает в своих исследованиях, что Стронсейский монстр, возможно, действительно был необычайно большим экземпляром гигантской акулы или представителем неизвестного вида акул, тесно связанных с гигантской акулой. Рисунки разлагающейся туши зверя, сохранившиеся до сих пор, удивительно похожи по форме и размерам на изображения Лох-Несского чудовища. Монстр описывается как имеющий хрящевой, а не костный скелет, что приближает его больше к акулам или связанным с ними существам, нежели к плезиозаврам или китам. Третья пара «лап» могла быть «класперами» — половыми органами мужских особей акул, но у акул мужские особи обычно меньше по размеру, чем женские. Существует также вероятность того, что животное было особо крупным представителем ленточных рыб.